# Neoavanguardia
Die Neoavanguardia war eine avantgardistische Literaturbewegung der 1950er und 1960er Jahre, die sich durch formale und inhaltliche Sprachexperimente auszeichnete. Zu den Mitgliedern zählen unter anderem Nanni Balestrini, Edoardo Sanguineti, Umberto Eco, Antonio Porta, Elio Pagliarani, Alfredo Giuliani, Giorgio Manganelli, Luigi Malerba, Germano Lombardi, Francesco Leonetti, Alberto Gozzi, Massimo Ferretti, Franco Lucentini, Amelia Rosselli.
Inspiriert von modernistischen Schriftstellern wie Ezra Pound und T. S. Eliot kritisierten sie den „crepuscolarismo“ (intimistischen Ansatz) vor allem der italienischen Poesie des 20. Jahrhunderts und widersetzten sich einer „neokapitalistischen“ Sprache. Dagegen setzten sie eine quasi parodistische Sprache mit oftmals inhaltslosen Versen (non-significanza).
Zu der Bewegung zählt auch der Kreis der nach einer Tagung in Solunto bei Palermo gegründeten Gruppo 63, einer Reihe von Schriftstellern und Intellektuellen aus dem Umfeld der Literaturzeitschrift Il Verri und der Anthologie I Novissimi. Die Tagung beinhaltete unter anderem eine Theateraufführung von Werken Nanni Balestrinis und Edoardo Sanguinetis. Die Bewegung schürte in der italienischen Literaturwelt strenge Polemiken: Sie wurde als „irrationale Formalisten“, gefährliche Marxisten, „verspätete Futuristen“ und als Erschaffer eines „erneuerten Arcadiens“ beschimpft.